# US Open 1981
Die 101. US Open 1981 waren ein Tennis-Hartplatzturnier der Klasse Grand Slam, das von der ITF veranstaltet wurde. Es fand vom 1. bis 13. September 1981 in Flushing Meadow, New York, Vereinigte Staaten statt.
Titelverteidiger im Einzel waren John McEnroe bei den Herren sowie Chris Evert-Lloyd bei den Damen. Im Herrendoppel waren Bob Lutz und Stan Smith, im Damendoppel Billie Jean King und Martina Navratilova und im Mixed Wendy Turnbull und Marty Riessen  die Titelverteidiger.

## Herreneinzel

### Setzliste
| Nr. | Spieler         | Erreichte Runde |
| --- | --------------- | --------------- |
| 01. | John McEnroe    | Sieg            |
| 02. | Björn Borg      | Finale          |
| 03. | Ivan Lendl      | Achtelfinale    |
| 04. | Jimmy Connors   | Halbfinale      |
| 05. | José Luis Clerc | Achtelfinale    |
| 06. | Guillermo Vilas | Achtelfinale    |
| 07. | Gene Mayer      | Achtelfinale    |
| 08. | Eliot Teltscher | Viertelfinale   |

| Nr. | Spieler          | Erreichte Runde |
| --- | ---------------- | --------------- |
| 09. | Roscoe Tanner    | Viertelfinale   |
| 10. | Brian Teacher    | 2. Runde        |
| 11. | Peter McNamara   | 3. Runde        |
| 12. | Johan Kriek      | 3. Runde        |
| 13. | Yannick Noah     | Achtelfinale    |
| 14. | Wojciech Fibak   | 1. Runde        |
| 15. | Vitas Gerulaitis | Halbfinale      |
| 16. | Brian Gottfried  | Achtelfinale    |

## Dameneinzel

### Setzliste
| Nr. | Spielerin           | Erreichte Runde |
| --- | ------------------- | --------------- |
| 01. | Chris Evert-Lloyd   | Halbfinale      |
| 02. | Andrea Jaeger       | 2. Runde        |
| 03. | Tracy Austin        | Sieg            |
| 04. | Martina Navratilova | Finale          |
| 05. | Hana Mandlíková     | Viertelfinale   |
| 06. | Sylvia Hanika       | Viertelfinale   |
| 07. | Wendy Turnbull      | 3. Runde        |
| 08. | Pam Shriver         | Achtelfinale    |

| Nr. | Spielerin        | Erreichte Runde |
| --- | ---------------- | --------------- |
| 09. | Virginia Ruzici  | 3. Runde        |
| 10. | Mima Jaušovec    | 2. Runde        |
| 11. | Barbara Potter   | Halbfinale      |
| 12. | Bettina Bunge    | Achtelfinale    |
| 13. | Regina Maršíková | 1. Runde        |
| 14. | Kathy Jordan     | Achtelfinale    |
| 15. | Sue Barker       | 2. Runde        |
| 16. | Dianne Fromholtz | 1. Runde        |

## Herrendoppel

### Setzliste
| Nr. | Paarung                        | Erreichte Runde |
| --- | ------------------------------ | --------------- |
| 01. | Peter Fleming John McEnroe     | Sieg            |
| 02. | Heinz Günthardt Peter McNamara | Finale          |
| 03. | Raúl Ramírez Van Winitsky      | 2. Runde        |
| 04. | Marty Riessen Sherwood Stewart | 1. Runde        |
| 05. | Bruce Manson Brian Teacher     | 1. Runde        |
| 06. | Fritz Buehning Ferdi Taygan    | Halbfinale      |
| 07. | Kevin Curren Steve Denton      | Viertelfinale   |
| 08. | Victor Amaya Hank Pfister      | Viertelfinale   |

| Nr. | Paarung                       | Erreichte Runde |
| --- | ----------------------------- | --------------- |
| 09. | Wojciech Fibak Stan Smith     | 1. Runde        |
| 10. | Terry Moor Eliot Teltscher    | Achtelfinale    |
| 11. | Tim Gullikson Bernie Mitton   | 2. Runde        |
| 12. | Johan Kriek Frew McMillan     | 1. Runde        |
| 13. | Andrew Pattison Butch Walts   | 1. Runde        |
| 14. | Ilie Năstase Adriano Panatta  | 1. Runde        |
| 15. | Raymond Moore Erik van Dillen | Achtelfinale    |
| 16. | Craig Edwards Eddie Edwards   | 1. Runde        |

## Damendoppel

### Setzliste
| Nr. | Paarung                         | Erreichte Runde |
| --- | ------------------------------- | --------------- |
| 01. | Martina Navratilova Pam Shriver | Halbfinale      |
| 02. | Kathy Jordan Anne Smith         | Sieg            |
| 03. | Rosie Casals Wendy Turnbull     | Finale          |
| 04. |                                 |                 |
| 05. | Barbara Potter Sharon Walsh     | 1. Runde        |
| 06. | JoAnne Russell Virginia Ruzici  | Viertelfinale   |
| 07. | Rosalyn Fairbank Tanya Harford  | Viertelfinale   |
| 08. | Andrea Jaeger Candy Reynolds    | 2. Runde        |

| Nr. | Paarung                            | Erreichte Runde |
| --- | ---------------------------------- | --------------- |
| 09. | Bettina Bunge Claudia Kohde-Kilsch | Viertelfinale   |
| 10. | Hana Mandlíková Pam Teeguarden     | Halbfinale      |
| 11. | Chris Evert-Lloyd Betty Stöve      | Achtelfinale    |
| 12. | Peanut Louie Marita Redondo        | 1. Runde        |
| 13. | Ilana Kloss Betsy Nagelsen         | Achtelfinale    |
| 14. | Mary-Lou Piatek Wendy White        | Achtelfinale    |
| 15. | Marjorie Blackwood Susan Leo       | 1. Runde        |
| 16. | Leslie Allen Virginia Wade         | 2. Runde        |

## Mixed

### Setzliste
| Nr. | Paarung                      | Erreichte Runde |
| --- | ---------------------------- | --------------- |
| 01. | Frew McMillan Betty Stöve    | Achtelfinale    |
| 02. | Marty Riessen Wendy Turnbull | 1. Runde        |
| 03. | Kevin Curren Anne Smith      | Sieg            |
| 04. | Steve Denton Joanne Russell  | Finale          |

| Nr. | Paarung                        | Erreichte Runde |
| --- | ------------------------------ | --------------- |
| 05. | Ilie Năstase Virginia Ruzici   | Viertelfinale   |
| 06. | Heinz Günthardt Pam Teeguarden | Viertelfinale   |
| 07. | Ross Case Mary-Lou Piatek      | Viertelfinale   |
| 08. | Dick Stockton Bettina Bunge    | Halbfinale      |